# Pietà
Pietà (italijanska izgovorjava: [pjeˈta]; 'pomilovanje', 'sočutje') je v krščanski umetnosti predmet, ki prikazuje Devico Marijo, ki ziblje mrtvo Jezusovo telo, najpogosteje ga najdemo v kiparstvu. Kot taka gre za posebno obliko Objokovanja Kristusa, prizor iz Kristusovega pasijona, ki ga najdemo v ciklih Kristusovega življenja. Ko Kristusa in Devico obkrožajo druge figure iz Nove zaveze, se tema imenuje objokovanje, čeprav se tudi za to pogosto uporablja pietà kar je v italijanščini običajni izraz.

## Okvir in razvoj
Pietà je ena od treh splošnih umetniških predstav žalostne Device Marije, drugi dve sta Mater Dolorosa ('Žalostna Mati') in Stabat Mater ('Tu stoji mati'). Drugi dve upodobitvi najpogosteje najdemo v slikah in ne v kiparstvu, čeprav obstajajo kombinirane oblike.
Pietà se je razvila v Nemčiji (kjer se imenuje Vesperbild) okoli leta 1300, v Italijo je prispela okoli 1400, posebno priljubljena pa je bila v srednjeevropskem prostoru kot pobožna podobica (Andachtsbilder). Številni nemški in poljski primeri iz 15. stoletja iz lesa močno poudarjajo Kristusove rane. Polaganje Kristusa in žalovanje ali Pietà tvorita 13. postajo Križevega pota in tudi eno od sedmih žalostnih devic.
Čeprav pietà najpogosteje prikazuje Devico Marijo, ki drži Jezusa, obstajajo tudi druge kompozicije, vključno s tistimi, kjer Bog Oče sodeluje pri držanju Jezusa (glej spodnjo galerijo). V Španiji Devica pogosto drži eno ali obe roki, včasih s Kristusovim telesom spuščenim na tla.

### Michelangelo
Znan primer je Michelangelov kip izklesan iz marmornega bloka in stoji v baziliki svetega Petra v Vatikanu. Telo Kristusa se razlikuje od večine starejših kipov pietà, ki so bili običajno manjši in v lesu. Devica je tudi nenavadno mladostna in bolj spokojna, kot pa starejša, Marija žalosti večine pietà. Iz dveh razlogov je prikazana kot mladostna; Bog je vir vse lepote in ona je  najbližje Bogu, tudi zunanjost je mišljena kot razodetje notranjosti (devica je moralno lepa). Pietà z Devico Marijo je edinstvena tudi med Michelangelovimi skulpturami, saj je bila edina, ki jo je kdaj podpisal, ko so obiskovalci mislili, da jo je izdelal Cristoforo Solari. Njegov podpis je vklesan kot MICHAELA [N] GELUS BONAROTUS FLORENTIN [US] FACIEBA [T] ('Michelangelo Buonarroti, Florentinec je to storil').
V manj znani Michelangelovi pietà, Polaganje v grob, ni Devica Marija tista, ki drži Jezusovo telo, temveč Nicodem (ali morda Jožef iz Arimateje), Marija Magdalena in Devica Marija. Obstaja nekaj znakov, da moški s kapuco temelji na avtoportretu umetnika. Skulptura je postavljena v Museo dell'Opera del Duomo v Firencah in je znana tudi kot Florentinska pietà.
Generacijo pozneje je španski slikar Luis de Morales naslikal številne zelo čustvene pietàs [8] s primeri v Louvru in Muzeju Prado.

## Galerija

### Kipi
- Avstrijska Pietà, c. 1420
- Nemški les iz 15. stoletja, Pietà iz Kölna
- Nemško ali nizozemsko 15. stoletje, Pietà, c. 1450-1500, National Gallery of Art
- Švabski poslikani les Pietà, c. 1500
- Diefflerjeva Pietà, lesena skulptura, predvidoma 15. ali 18. stoletje, nekdanja kapela svetega Wendelina v Diefflenu, muzej Saarland, stara zbirka
- Pietà avtorja Gregorio Fernández, Državni muzej kiparstva
- Bavarski primer iz 18. stoletja z nastavitvijo rokokoja
- Palestrina Pietà je prvotno pripisana Michelangelu, verjetno pa drugega kiparja
- Pietà v marmorju, Johan Rice, 1897

### Slike
- Pietà v freskah, ki jih najdemo v cerkvi svetega Pantelejmona, Gorno Nerezi,, 1164
- Avignonska Pietà, Enguerrand Charonton, 15. stoletje
- Krakov, c. 1450
- Rogier van der Weyden, Muzej Prado, Madrid, s sv. Janezom in donazorjem
- Perugino, galerija Uffizi
- Polaganje v grob, Bronzino, 1540-1545, Musée des Beaux-Arts et d'archéologie de Besançon
- El Greco, Pietà, 1571-1576, Philadelphia Museum of Art
- Pieta, 1876, William-Adolphe Bouguereau
- Pietà, c.1600, Annibale Carracci, National Museum of Capodimonte